# رامزي ست مري (كامبريدجشير)
رامزي ست مري (بالإنجليزية: Ramsey St Mary's)‏ هي قرية تقع في المملكة المتحدة في كامبريدجشير.